# Radaur
Radaur é uma cidade  no distrito de Yamunanagar, no estado indiano de Haryana.

## Geografia
Radaur está localizada a 30° 02′ N, 77° 09′ L. Tem uma altitude média de 260 metros (853 pés).

## Demografia
Segundo o censo de 2001, Radaur tinha uma população de 11 737 habitantes. Os indivíduos do sexo masculino constituem 53% da população e os do sexo feminino 47%. Radaur tem uma taxa de literacia de 72%, superior à média nacional de 59,5%: a literacia no sexo masculino é de 76% e no sexo feminino é de 67%. Em Radaur, 12% da população está abaixo dos 6 anos de idade.